# بيتر فيرارا
بيتر فيرارا (بالإنجليزية: Peter Ferrara)‏ هو محامي وصحفي أمريكي، ولد في 26 أبريل 1955.